# Biomedical Chromatography
Biomedical Chromatography, abgekürzt Biomed. Chromatogr., ist eine wissenschaftliche Fachzeitschrift, die vom Wiley-Blackwell-Verlag veröffentlicht wird. Die Zeitschrift erscheint mit zwölf Ausgaben im Jahr. Es werden Arbeiten veröffentlicht, die sich mit der Anwendung chromatographischer Verfahren in der biologischen und medizinischen Forschung beschäftigen.
Der Impact Factor lag im Jahr 2014 bei 1,723. Nach der Statistik des ISI Web of Knowledge wird das Journal mit diesem Impact Factor in der Kategorie Pharmakologie und Pharmazie an 167. Stelle von 254 Zeitschriften, in der Kategorie analytische Chemie an 43. Stelle von 74 Zeitschriften, in der Kategorie Biochemie und Molekularbiologie an 225. Stelle von 289 Zeitschriften und in der Kategorie Biochemische Forschungsmethoden an 57. Stelle von 79 Zeitschriften geführt.